# Lohheide

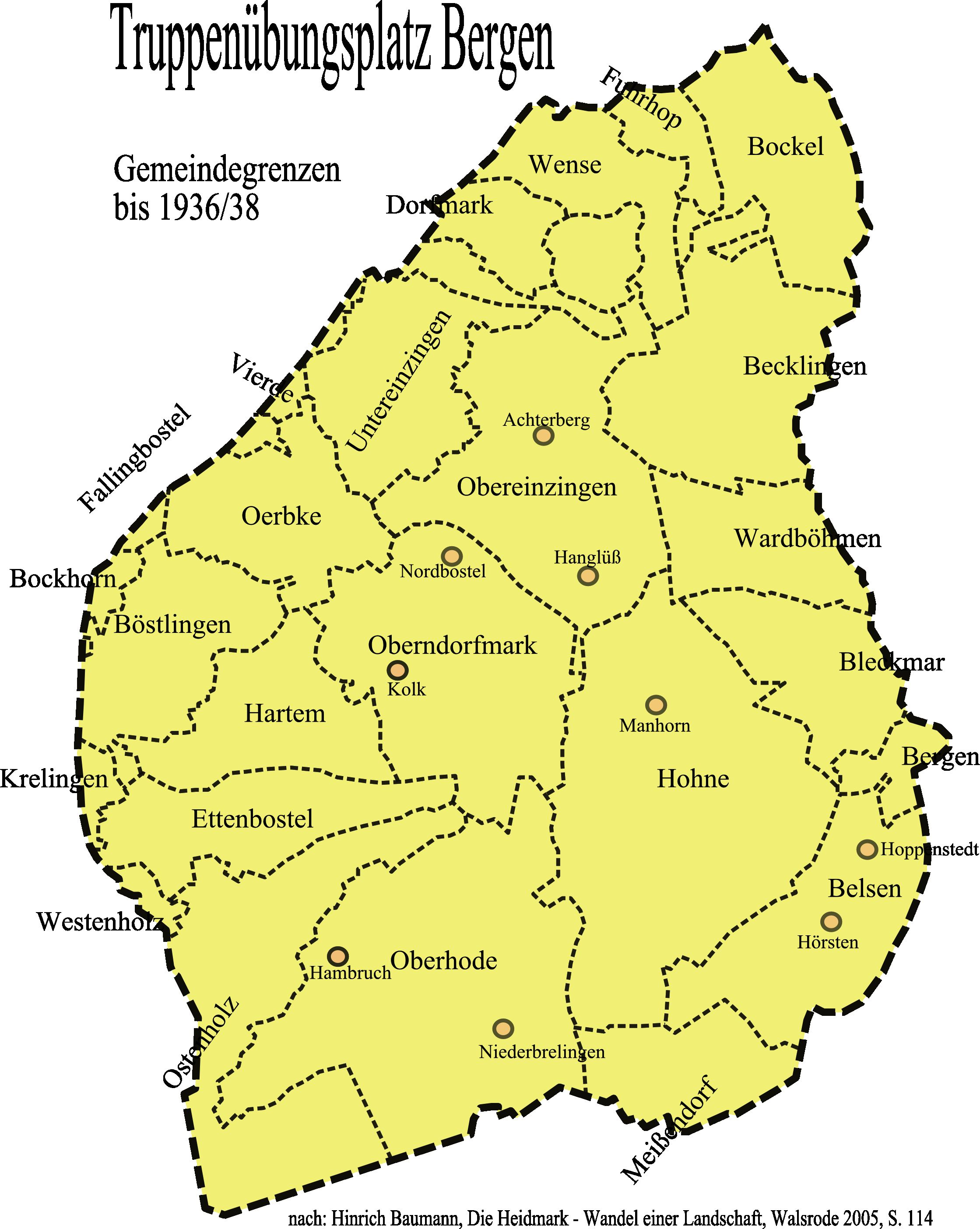
Ehemalige Gemeinden im östlichen Gebiet

Die Lohheide ist ein bewohnter gemeindefreier Bezirk im Landkreis Celle in der südlichen Lüneburger Heide in Niedersachsen.

## Geographie

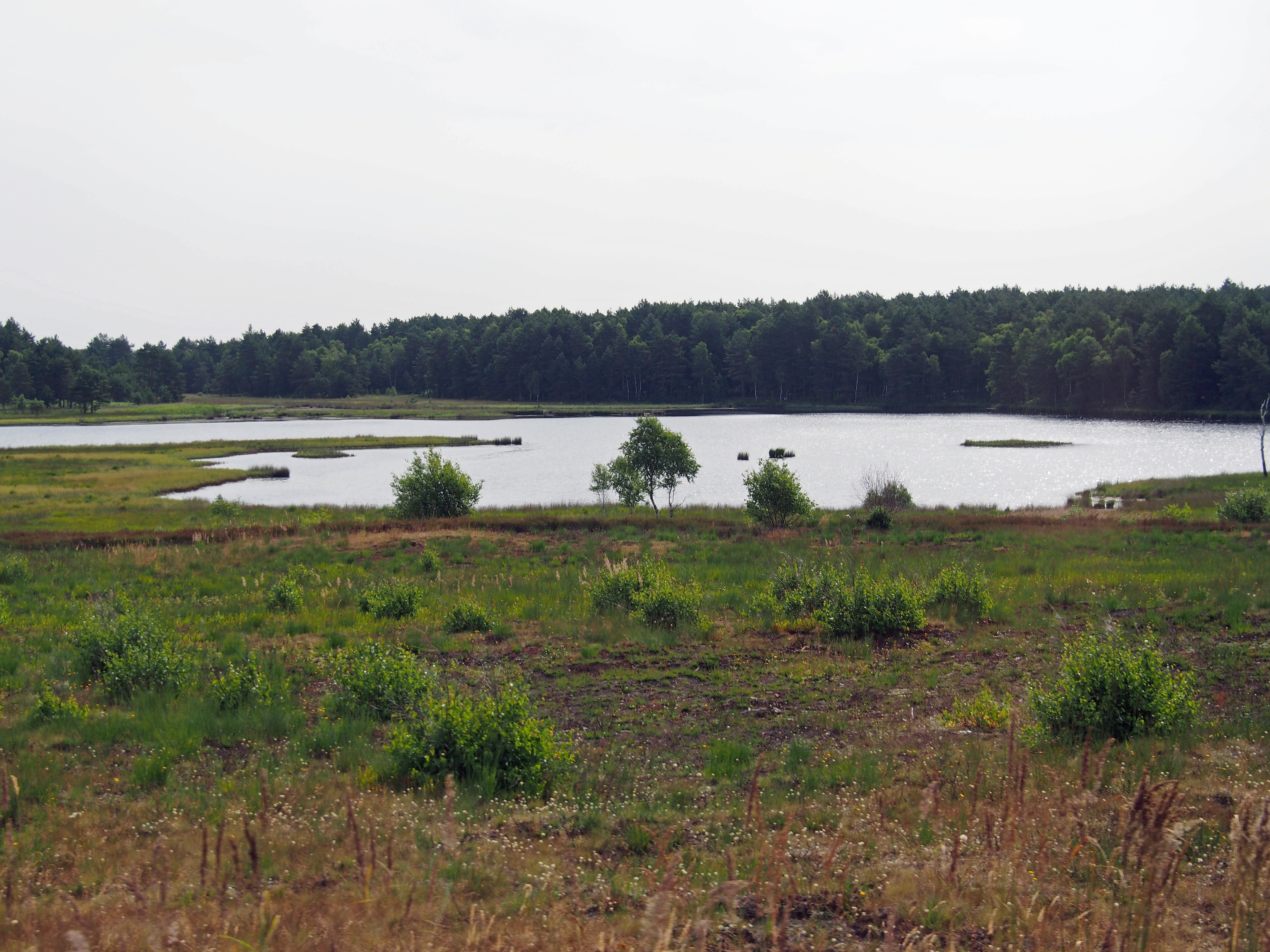
Meiersee an der Westgrenze des Gemeindefreien Bezirks Lohheide, auf dem Truppenübungsplatz Bergen

Das Gebiet liegt rund zehn Kilometer westlich des Naturparks Südheide. Der Bezirk Lohheide bildet gemeinsam mit dem westlich angrenzenden Bezirk Osterheide den Truppenübungsplatz Bergen.
Nachbargemeinden des Gebiets sind, aufgelistet im Uhrzeigersinn:
- Bergen (Osten)
- Winsen (Süden)
- Osterheide (gemeindefreier Bezirk, Westen/Norden)
- Wietzendorf (kurzes Grenzstück im Nordosten)

Das Gebiet entspricht der Gemarkung Lohheide mit dem Gemarkungsschlüssel 032360. Nach dem Wohnplatzverzeichnis Niedersachsen von 1987 (Volkszählung) wurden folgende bewohnte Wohnplätze in dem Gebiet nachgewiesen, naturgemäß alle in Randbereichen:
- Westliche Teile der Ortschaft Bergen-Belsen[2]
- Bergen-Hohne
- Bredebeck (Schloss Bredebeck)
- Gudehausen
- Hartmannshausen
- Hasselhorst
- Hörsten
- Hoppenstedt
- Wardböhmen vor dem Holze

Einwohnerzahlen wurden zuletzt im Wohnplatzverzeichnis 1964 zum Volkszählungsstichtag 6. Juni 1961 nachgewiesen:
| |                        |                                   |
| \| Wohnplatz \| Bevölkerung 1961-06-06 \| Koordinaten \| \| ------------------------------------------ \| ---------------------- \| --------------------------------- \| \| Becklingen, Gertrudenhof (Revierförsterei) \| 4 \| ... \| \| Bergen-Belsen \| 160 \| 52° 45′ 28,0″ N, 009° 54′ 28,0″ O \| \| Bredebeck, Schloss \| 22 \| ... \| \| Bruchkamp \| 42 \| ... \| \| Gudehausen \| 84 \| ... \| \| Hartmannshausen \| 26 \| ... \| \| Hasselhorst, Ort \| 114 \| ... \| \| Hasselhorst, Siedlung \| 768 \| ... \| \| Hörsten \| 69 \| ... \| \| Hohne \| 94 \| ... \| \| Hoppenstedt \| 4 \| ... \| \| Vor dem Holze \| · \| ... \| \| Lohheide \| 1560 \| 52° 46′ 35,0″ N, 009° 54′ 13,0″ O \| |                        |                                   |
| Wohnplatz | Bevölkerung 1961-06-06 | Koordinaten                       |
| Becklingen, Gertrudenhof (Revierförsterei) | 4                      | ...                               |
| Bergen-Belsen | 160                    | 52° 45′ 28,0″ N, 009° 54′ 28,0″ O |
| Bredebeck, Schloss | 22                     | ...                               |
| Bruchkamp | 42                     | ...                               |
| Gudehausen | 84                     | ...                               |
| Hartmannshausen | 26                     | ...                               |
| Hasselhorst, Ort | 114                    | ...                               |
| Hasselhorst, Siedlung | 768                    | ...                               |
| Hörsten | 69                     | ...                               |
| Hohne | 94                     | ...                               |
| Hoppenstedt | 4                      | ...                               |
| Vor dem Holze | ·                      | ...                               |
| Lohheide | 1560                   | 52° 46′ 35,0″ N, 009° 54′ 13,0″ O |

Die Gedenkstätte des ehemaligen KZ Bergen-Belsen liegt im Südosten des Gebietes. Der Verwaltungssitz liegt im Ortsteil Hasselhorst, im Osten direkt an der Grenze zur Stadt Bergen. Hartmannshausen liegt im äußersten Süden an der Grenze zur Gemeinde Winsen (Aller).
Hasselhorst wird zwar als der größte Ortsteil bezeichnet, dies ist de facto jedoch Bergen-Hohne, wo sich unter anderem die Bundeswehrfeuerwehr Bergen, der Scheibenhof und eine britische Kaserne befinden. In Lohheide ist in der Niedersachsen-Kaserne das Panzerbataillon 414 der Bundeswehr stationiert.

## Geschichte
1935 wurde von der deutschen Wehrmacht zwischen Bergen und Fallingbostel der Truppenübungsplatz Bergen angelegt. Dazu wurden insgesamt 25 Gemeinden aufgelöst und deren Bewohner umgesiedelt. 1938 wurde der den Truppenübungsplatz umfassende „Gutsbezirk Platz Bergen“ gebildet und dem Landkreis Fallingbostel zugeordnet. Der Gutsbezirk wurde 1945 in zwei selbstständige Bereiche, nämlich in die Gutsbezirke Osterheide und Lohheide, geteilt. Osterheide blieb beim Landkreis Fallingbostel, während Lohheide wieder in den Landkreis Celle eingegliedert wurde. Die Lohheide umfasst heute den im Landkreis Celle gelegenen Teil des 1958 entstandenen „NATO-Schießplatzes Bergen-Hohne“.
In Lohheide wird ab 2028 ein niederländisches Panzerbataillon mit 46 Kampfpanzern Leopard 2 A8 stationiert.

## Rechtliche Situation
Nach § 23 Abs. 4 Satz 3 des Niedersächsischen Kommunalverfassungsgesetz (NKomVG) wird die Verwaltung gemeindefreier Gebiete durch eine Verordnung geregelt. Danach ist die „Erledigung der öffentlichen Aufgaben des eigenen und des übertragenen Wirkungskreises dem Grundeigentümer“, im Falle von Lohheide und Osterheide also dem Bund, übertragen. Die Verfassung eines gemeindefreien Bezirkes ist anders als die einer Gemeinde. Seine Organe sind der Bezirksvorsteher und die von den Einwohnern gewählte Einwohnervertretung. Der Bezirksvorsteher wird vom Grundeigentümer vorgeschlagen und dann von der Einwohnervertretung gewählt. Die Beteiligungsrechte der Einwohner beschränken sich auf die Wahl der Vertretung sowie auf die Möglichkeit der Einwohnerfragestunde und Einwohneranhörung während öffentlicher Sitzungen der Vertretung.

Wappenähnliches Logo des gemeindefreien Bezirks

### Einwohnervertretung
Die Einwohnervertretung besteht aus den Mitgliedern und dem Bezirksvorsteher. Ihr gehören folgende Parteien bzw. Wählergemeinschaften an:
| Wahljahr | CDU | SPD | WG | Gesamt   |
| 2021     | 6   | 3   | –  | 9 Sitze  |
| 2016     | 7   | 4   | –  | 11 Sitze |
| 2011     | 6   | 4   | 1  | 11 Sitze |

## Kulturdenkmäler und Sehenswürdigkeiten

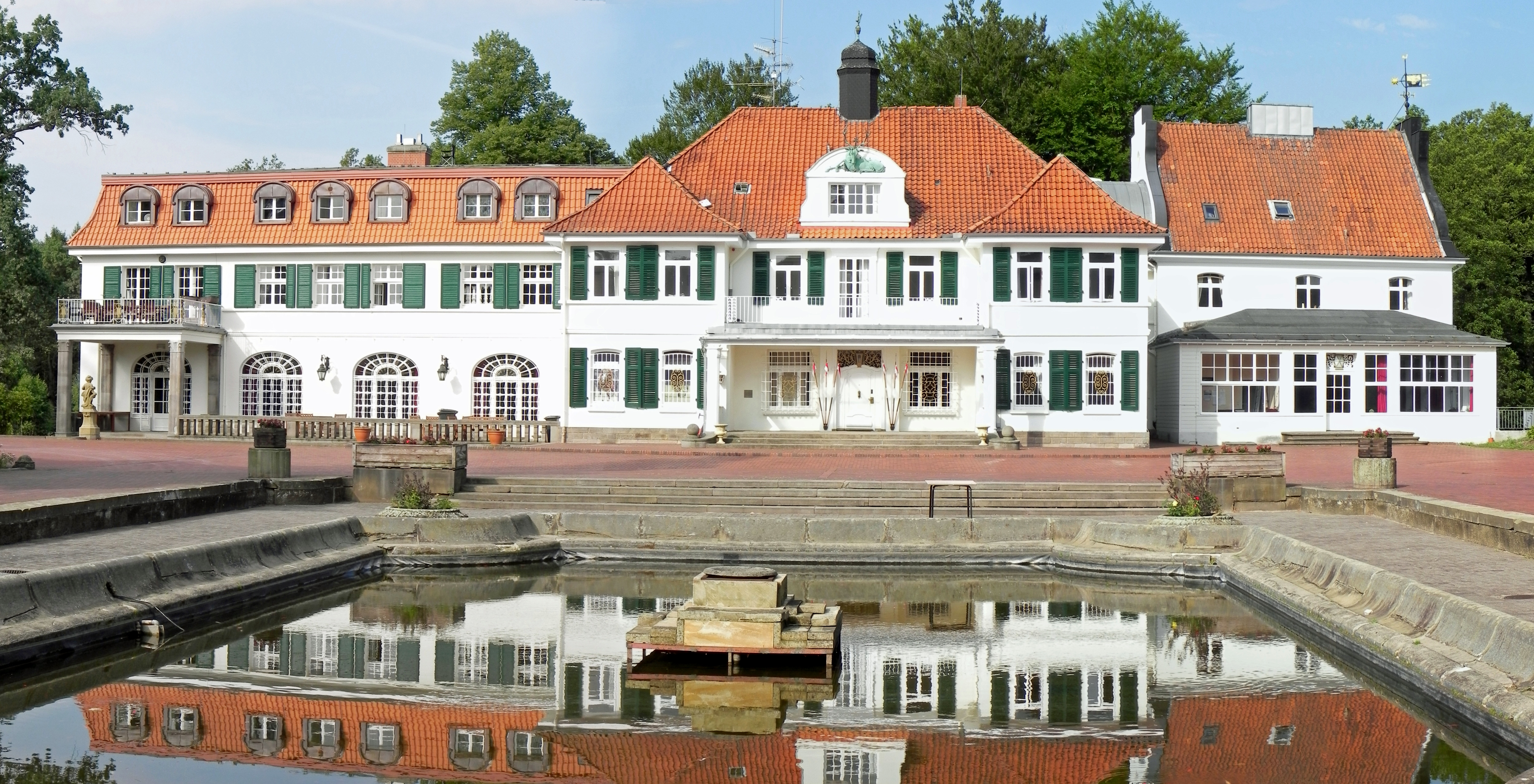
Schloss Bredebeck

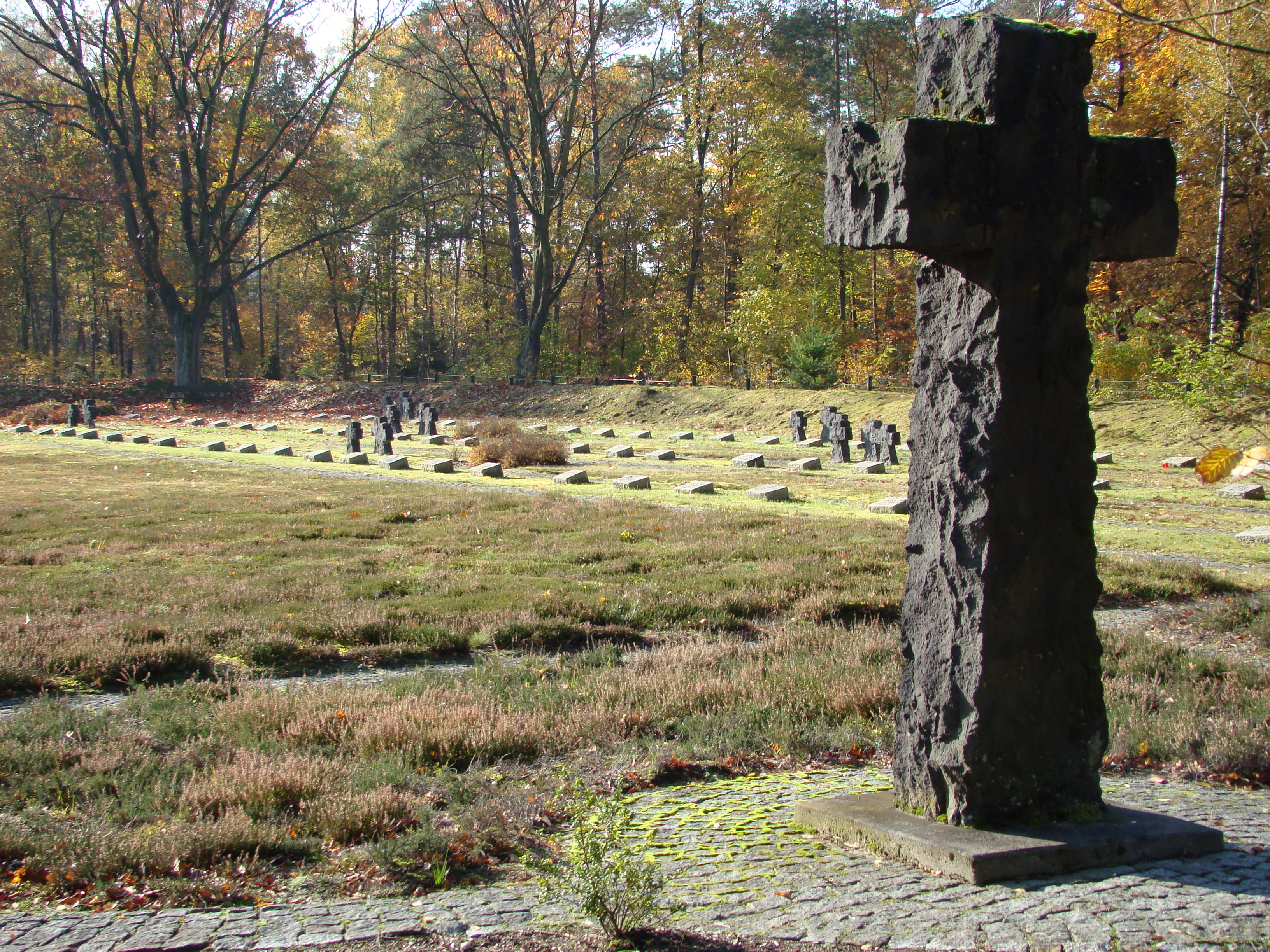
Deutsche Kriegsgräberstätte im Lager Bergen-Hohne

Im gemeindefreien Bezirk Lohheide befindet sich das Schloss Bredebeck am Liethbach (Teil des Lagers Bergen-Hohne). Von 1945 bis zum Truppenabzug 2015 war es die Offiziersmesse der Kommandantur der britischen Armee. Gelegentlich nutzten die Briten es als Gästehaus. Als solches diente es auch schon der britischen Königsfamilie als Unterkunft, als deren Mitglieder der britischen Armee in Deutschland einen Truppenbesuch abstatteten.
Des Weiteren sind diverse geschichtliche Gedenkstätten in der Region zu finden. Dies sind die Gedenkstätte des Konzentrationslagers Bergen-Belsen im Lager Bergen-Hohne, der Friedhof für die Opfer der Gewaltherrschaft, die deutsche Kriegsgräberstätte, das Ehrenmal für Generaloberst Werner Freiherr von Fritsch und der sowjetische Kriegsgefangenenfriedhof.

### Bau- und Bodendenkmale
- Liste der Baudenkmale in Lohheide
- Liste der Bodendenkmale in Lohheide